# Ipomoea lambii
Ipomoea lambii är en vindeväxtart som beskrevs av Merritt Lyndon Fernald. Ipomoea lambii ingår i släktet praktvindor, och familjen vindeväxter. Inga underarter finns listade i Catalogue of Life.